# ولسوالی نادعلی
نادعَلی (همچنین نادِ عَلی هم خوانده می‌شود) یکی از ولسوالی‌های ولایت هلمند در جنوب افغانستان است. جمعیت آن در سال ۲۰۱۲ میلادی ۸۸٬۶۰۰ نفر اعلام شده‌است. باشندگان این ولسوالی  پشتون های غلجایی هستند 